# Шайтан, Вольдемар Саввич
Вольдемар Саввич Шайтан (14 ноября 1912, Одесса, Херсонская губерния — 11 апреля 1997, Москва) — советский учёный-гидротехник, изобретатель, доктор технических наук. Участник Великой Отечественной войны.

## Биография
Родился 14 ноября 1912 года в Одессе. В 1936 году окончил гидротехнический факультет Московского инженерно-строительного института. 
Перед началом Великой Отечественной войны работал в становище Ваенга (ныне г. Североморск) вольнонаёмным инженером-гидротехником, строил причалы и другие гидросооружения военной базы Северного флота. 3 июля был мобилизован. Служил в звании лейтенанта на должности командира технического взвода 30-й авиабазы ВВС Северного флота. Обеспечивал выполнение боевых заданий 5-й минно-торпедной авиадивизии и других морских авиачастей, действовавших по потоплению кораблей немецкой северной эскадры, по охране и проводке транспортных судов с военными грузами от союзников. В 1944 году откомандирован в Ваенгу и назначен главным инженером гидротехнического участка военно-строительных работ № 1 ОВСУ «Северстрой», которыми руководил вплоть до демобилизации в конце 1946 года. Кандидат в члены ВКП(б) с 1944 года.
После войны работал научным сотрудником НИИ гидротехнических сооружений, оснований и фундаментов (НИИ-100) по морскому строительству, затем трудился во ВНИИ ВОДГЕО руководителем лаборатории инженерной гидравлики, консультантом. В 1990 году вышел на пенсию. 
Умер в Москве 11 апреля 1997 года. Похоронен на мусульманском участке Даниловского кладбища рядом с членами семьи.

## Научная деятельность
В 1951 году защитил кандидатскую диссертацию «Экспериментальное исследование взаимодействия волн с массивовой наброской», в 1972 — докторскую диссертацию «Крепление земляных откосов сооружений и берегов водохранилищ: исследование и проектирование железобетонных и каменнонабросных креплений».
Автор более 200 научных работ, в т. ч. шести монографий, нескольких изобретений и ряда нормативных документов в области гидротехнического строительства, гидравлики различных инженерных конструкций, воздействий штормовых волн и льда на преграды и др. Занимался проектированием и являлся главным инженером строительства нескольких гидротехнических объектов. Создатель волновой теории разрушительного воздействия шторма на берегозащитные сооружения. Итоговый научный труд «Protection of Earth Slopes of Hydraulic Structuгes» опубликован в 1997 году в Роттердаме.

## Награды и звания
- Орден Отечественной войны 2-й степени (1985)
- Орден Красной Звезды (1945)
- 11 медалей (в т. ч. «За оборону Советского Заполярья» и «За победу над Германией»)
- Ветеран Краснознамённого Северного военно-морского флота
- Ветеран военного строительства
- Ветеран труда[2][3]

## Семья
- Отец — Савва Фёдорович Шайтан (1882—1966), караим. Электротехник, служил в Одесской земской управе. Участник Первой мировой войны, старший унтер-офицер, поддерживал телефонное сообщение между отдельными частями на передовой. Кавалер Георгиевского креста 3-й и 4-й степеней[9][10][11]. С 1940 — старший инженер военного отдела Управления промкооперации при Исполкоме Мособлсовета. Награждён медалью «За доблестный труд в Великой Отечественной войне» (1947)[12].
- Мать — Алида Карловна Шайтан (ум. 1953)[13]
- Жена — Дия Васильевна Шайтан (ум. 1992)[14]. Дети:

- Дина Вольдемаровна Морозова (Шайтан; род. 1941) — кандидат технических наук, доцент, преподаватель Московского политеха.
- Константин Вольдемарович Шайтан (род. 1949) — доктор физико-математических наук, профессор кафедры биоинженерии МГУ им. М. В. Ломоносова.

- Внук — Алексей Константинович Шайтан (род. 1984), доктор физико-математических наук, доцент кафедры биоинженерии МГУ им. М. В. Ломоносова, член-корреспондент РАН.

- Сестра — Зигфрида Саввишна Шайтан (ум. 1977)[17]

## Труды
- Проектирование креплений земляных откосов на водохранилищах. — М.: Госстройиздат, 1962. — 215 с.
- Крепления земляных откосов гидротехнических сооружений. — М.: Стройиздат, 1974. — 351 с.
- Научные исследования в области инженерной гидравлики и гидрологии : сб. статей / науч. ред. д. т. н. В. С. Шайтан, к. т. н. В. А. Яроцкий. — М., 1978. — 172 с. — (Труды института «Водгео»).
- Волновые воздействия на гидротехнические сооружения и берега : сб. науч. тр. / редкол.: В. С. Шайтан (отв. ред.) и др. — М.: ВНИИ ВОДГЕО, 1987. — 85 с.
- Protection of Earth Slopes of Hydraulic Structures (англ.) / V. S. Shaitan, K. V. Shaitan, D. V. Morozova. — Rotterdam: A. A. Balkema, 1997. — 484 p.